# Casa Paoli
Casa Paoli és una casa històrica situada al barri Cuarto de Ponce, Puerto Rico. La casa és el lloc de naixement d'Antonio Paoli (1871-1946), un tenor considerat el primer porto-riqueny amb reconeixement internacional en les arts escèniques i un dels millors cantants d'òpera de tots els temps. A la casa va passar la seva infantesa i va ser introduït a les arts i l'òpera durant els seus anys formatius. El 1987, la casa va ser convertida en un museu en honor de la carrera d'Antonio Paoli. L'edifici va ser llistat el 2009 en el Registre Nacional de Llocs Històrics dels EUA.
L'estil arquitectònic és descrit com a neoclàssic, amb altres elements de segle xx. La casa va ser construïda com a estructura de fusta abans de 1864, quan va ser adquirit per Domingo Paoli, el pare d'Antonio Paoli. El 1870, la casa fou reformada amb fusta i maó. El 1914 fou reformada al maó actual i estructura d'estuc per l'arquitecte local i enginyer civil Manuel V. Domenech Ferrer.

## Antonio Paoli
Antonio Paoli va néixer en aquesta casa el 14 d'abril de 1871. De petit acompanyava els seus pares a veure actuacions d'òpera al Teatre La Perla, situat a sis blocs. Una actuació del tenor italià Pietro Baccei el va inspirar i el va ajudar decidir què voldria ser de gran. Els seus pares el van matricular en una escola de formació de la veu, però quan tenia 12 anys van morir. Paoli es va traslladar a Espanya per viure amb la seva germana Amalia, qui era també un cantant. Amalia va animar el seu germà petit per perseguir el seu somni d'esdevenir un cantant d'òpera.

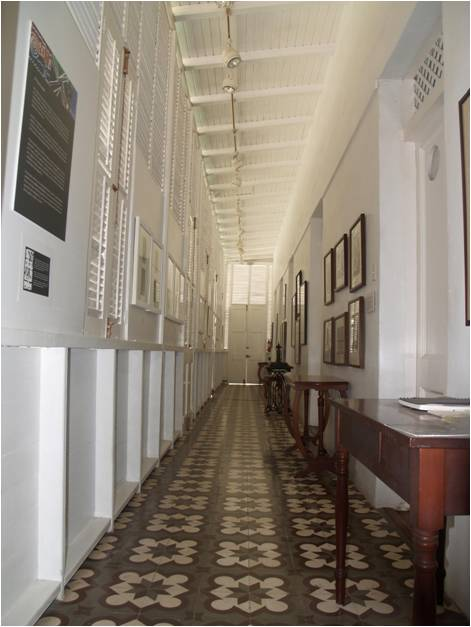
Galeria interior

Després d'estudiar al Monestir d'El Escorial de Madrid, i a La Scala de Milà, Paoli va fer el seu debut a París. Va guanyar premis i honors al voltant del món i va ser conegut com «El Rei de Tenors» i «El Tenor dels Reis». Va retornar a Puerto Rico el 1917 i, juntament amb la seva germana Amalia, van establir una escola de formació de la veu a San Juan, on van donar suport a les produccions de teatre del teatre Municipal de San Juan. El 1934, el teatre municipal de San Juan va ser rebatejat com a Teatre Antonio Paoli en el seu honor.
Paoli va morir el 24 d'agost de 1946, i va ser enterrat en el Cementiri Commemoratiu de Isla Verde. El 13 d'abril de 2005, les seves restes van ser exhumades i transferides al «Panteó Nacional Román Baldorioty de Castro» de Ponce. Antonio Paoli és considerat el primer porto-riqueny en aconseguir fama internacional en les arts musicals. El museu a Casa Paoli mostra la seva vida i consecucions.